# Epictia septemlineata
Epictia septemlineata — вид змій родини струнких сліпунів (Leptotyphlopidae). Ендемік Перу.

## Поширення і екологія
Epictia septemlineata відомі з типовим зразком, зібраним в околицях села Лімон в провінції Селендін в регіоні Кахамарка на півночі Перу, на висоті 2053 м над рівнем моря.